# Harri Heliövaara
Harri Heliövaara, né le 4 juin 1989 à Helsinki, est un joueur de tennis finlandais, professionnel depuis 2008.
Spécialiste du double, il a remporté neuf titres sur le circuit ATP dont le tournoi de Wimbledon 2024 ainsi que l’Open d’Australie 2025.

## Carrière
Durant ses années juniors, Harri Heliövaara s'est adjugé le tournoi de double de l'Open d'Australie en 2007. Ensuite, il a connu une carrière assez atypique, fréquentant tout d'abord le circuit professionnel entre 2008 et 2012. En 2011, il se distingue en étant demi-finaliste à Bangkok et Charlottesville, et atteint la 194e place mondiale. En double, il remporte le tournoi de Tachkent. En 2012, il participe aux quatre tournois du Grand Chelem sans parvenir à se qualifier puis met sa carrière entre parenthèses à l'issue de la saison en raison de blessures persistantes. Il reprend ses études et fréquente l'université technologique d'Helsinki et en sort diplômé d'un Master en génie industriel et management.
Il réapparait sur le circuit fin 2017 lorsqu'il s'impose au Futures de Tartu. À partir de 2019, il se concentre sur le jeu de double et remporte son premier titre ATP à Marseille en mars 2021 à sa troisième participation à un tournoi de cette catégorie. 
En 2022, il atteint sept finales sur le circuit ATP avec Lloyd Glasspool, pour un seul titre. Ils participent au Masters où ils atteingnent les demi-finales.
En 2023, il remporte le double mixte de l'US Open avec Anna Danilina.
En 2024, il remporte le tournoi de Wimbledon avec Henry Patten.
Il est membre de l'équipe de Finlande de Coupe Davis depuis 2008. Après 12 défaites consécutives, il remporte ses premiers matchs dans la compétition en 2013 contre la Bulgarie puis l'Irlande.
En 2025, il remporte l’Open d’Australie avec Henry Patten.

## Palmarès

### Titres en double messieurs
| No | Date       | Nom et lieu du tournoi              | Catégorie | Dotation       | Surface      | Partenaire       | Finalistes                      | Score             |          |
| -- | ---------- | ----------------------------------- | --------- | -------------- | ------------ | ---------------- | ------------------------------- | ----------------- | -------- |
| 1  | 08-03-2021 | Open 13 Provence Marseille          | ATP 250   | 610 315 €      | Dur (int.)   | Lloyd Glasspool  | Sander Arends David Pel         | 7-5, 7-64         | Parcours |
| 2  | 18-10-2021 | VTB Kremlin Cup Moscou              | ATP 250   | 697 125 $      | Dur (int.)   | Matwé Middelkoop | Tomislav Brkić Nikola Čačić     | 7-5, 4-6, [11-9]  | Parcours |
| 3  | 18-07-2022 | Hamburg European Open Hambourg      | ATP 500   | 1 770 865 €    | Terre (ext.) | Lloyd Glasspool  | Rohan Bopanna Matwé Middelkoop  | 6-2, 6-4          | Parcours |
| 4  | 01-01-2023 | Adelaide International 1 Adélaïde   | ATP 250   | 642 735 $      | Dur (ext.)   | Lloyd Glasspool  | Jamie Murray Michael Venus      | 6-3, 7-63         | Parcours |
| 5  | 01-04-2024 | Grand-Prix Hassan II Marrakech      | ATP 250   | 579 320 €      | Terre (ext.) | Henry Patten     | Alexander Erler Lucas Miedler   | 3-6, 6-4, [10-4]  | Parcours |
| 6  | 19-05-2024 | Open Parc Auvergne-Rhône-Alpes Lyon | ATP 250   | 579 320 €      | Terre (ext.) | Henry Patten     | Yuki Bhambri Albano Olivetti    | 3-6, 7-64, [10-8] | Parcours |
| 7  | 03-07-2024 | The Championships Wimbledon         | G. Chelem | 20 747 000 £   | Gazon (ext.) | Henry Patten     | Max Purcell Jordan Thompson     | 67-7, 7-68, 7-69  | Parcours |
| 8  | 14-10-2024 | BNP Paribas Nordic Open Stockholm   | ATP 250   | 690 135 €      | Dur (int.)   | Henry Patten     | Petr Nouza Patrik Rikl          | 7-5, 6-3          | Parcours |
| 9  | 12-01-2025 | Australian Open Melbourne           | G. Chelem | 43 250 000 AU$ | Dur (ext.)   | Henry Patten     | Simone Bolelli Andrea Vavassori | 616-7, 7-65, 6-3  | Parcours |

### Finales en double messieurs
| No | Date       | Nom et lieu du tournoi                     | Catégorie | Dotation    | Surface      | Vainqueurs                          | Partenaire      | Score              |          |
| -- | ---------- | ------------------------------------------ | --------- | ----------- | ------------ | ----------------------------------- | --------------- | ------------------ | -------- |
| 1  | 31-01-2022 | Open Sud de France Montpellier             | ATP 250   | 427 645 €   | Dur (int.)   | Nicolas Mahut Pierre-Hugues Herbert | Lloyd Glasspool | 4-6, 7-63, [12-10] | Parcours |
| 2  | 07-02-2022 | Dallas Open Dallas                         | ATP 250   | 708 530 $   | Dur (int.)   | Marcelo Arévalo Jean-Julien Rojer   | Lloyd Glasspool | 7-64, 6-4          | Parcours |
| 3  | 13-06-2022 | Cinch Championships Londres                | ATP 500   | 2 134 520 € | Gazon (ext.) | Nikola Mektić Mate Pavić            | Lloyd Glasspool | 3-6, 7-63, [10-6]  | Parcours |
| 4  | 25-07-2022 | Plava Laguna Croatia Open Umag Umag        | ATP 250   | 534 555 €   | Terre (ext.) | Simone Bolelli Fabio Fognini        | Lloyd Glasspool | 5-7, 7-66, [10-7]  | Parcours |
| 5  | 19-09-2022 | Moselle Open Metz                          | ATP 250   | 534 555 €   | Dur (int.)   | Hugo Nys Jan Zieliński              | Lloyd Glasspool | 7-65, 6-4          | Parcours |
| 6  | 17-10-2022 | Stockholm Open Stockholm                   | ATP 250   | 648 130 €   | Dur (int.)   | Marcelo Arévalo Jean-Julien Rojer   | Lloyd Glasspool | 6-3, 6-3           | Parcours |
| 7  | 27-02-2023 | Dubai Duty Free Tennis Championships Dubaï | ATP 500   | 2 855 495 $ | Dur (ext.)   | Maxime Cressy Fabrice Martin        | Lloyd Glasspool | 7-62, 6-4          | Parcours |
| 8  | 15-04-2024 | Tiriac Open Bucarest                       | ATP 250   | 579 320 €   | Terre (ext.) | Sadio Doumbia Fabien Reboul         | Henry Patten    | 6-3, 7-5           | Parcours |
| 9  | 26-09-2024 | China Open Pékin                           | ATP 500   | 3 720 165 $ | Dur (ext.)   | Simone Bolelli Andrea Vavassori     | Henry Patten    | 4-6, 6-3, [10-5]   | Parcours |
| 10 | 24-02-2025 | Dubai Duty Free Tennis Championships Dubaï | ATP 500   | 3 237 670 $ | Dur (ext.)   | Yuki Bhambri Alexei Popyrin         | Henry Patten    | 3-6, 7-612, [10-8] | Parcours |

### Titre en double mixte
| No | Date       | Nom et lieu du tournoi   | Catégorie | Dotation     | Surface    | Partenaire    | Finalistes                     | Score    |          |
| -- | ---------- | ------------------------ | --------- | ------------ | ---------- | ------------- | ------------------------------ | -------- | -------- |
| 1  | 28-08-2023 | US Open Flushing Meadows | G. Chelem | 65 000 000 $ | Dur (ext.) | Anna Danilina | Jessica Pegula Austin Krajicek | 6-3, 6-4 | Parcours |

## Parcours dans les tournois duGrand Chelem

### En simple
N'a jamais participé à un tableau final.

### En double messieurs
| 2021 | —                                                                                  | —                                                                                      | —                                                                                | —                                                                                    | 1/8 de finale L. Glasspool \|\| Forfait                                              | 1er tour (1/32) H. Kontinen \|\| style="text-align:left;" \| Dominic Inglot Austin Krajicek |
| 2022 | 2e tour (1/16) L. Glasspool \|\| style="text-align:left;" \| J. Murray B. Soares   | 1/4 de finale L. Glasspool \|\| style="text-align:left;" \| R. Bopanna M. Middelkoop   | 1/8 de finale L. Glasspool \|\| style="text-align:left;" \| N. Mektić Mate Pavić | 1/4 de finale L. Glasspool \|\| style="text-align:left;" \| J. S. Cabal Robert Farah |                                                                                      |                                                                                             |
| 2023 | 2e tour (1/16) L. Glasspool \|\| style="text-align:left;" \| R. Hijikata J. Kubler | 1/8 de finale L. Glasspool \|\| style="text-align:left;" \| M. Middelkoop Andreas Mies | —                                                                                | —                                                                                    | 2e tour (1/16) L. Glasspool \|\| style="text-align:left;" \| R. Galloway A. Olivetti |                                                                                             |
| 2024 | 2e tour (1/16) John Peers \|\| style="text-align:left;" \| W. Koolhof N. Mektić    | 1/8 de finale Henry Patten \|\| Forfait                                                | Victoire Henry Patten                                                            | M. Purcell J. Thompson                                                               | 1/8 de finale Henry Patten \|\| style="text-align:left;" \| W. Koolhof N. Mektić     |                                                                                             |
| 2025 | Victoire Henry Patten                                                              | S. Bolelli A. Vavassori                                                                | 1/4 de finale Henry Patten \|\| style="text-align:left;" \| C. Harrison E.King   | 1/4 de finale Henry Patten \|\| style="text-align:left;" \| J. Cash L. Glasspool     |                                                                                      |                                                                                             |

N.B. : le nom du partenaire se trouve sous le résultat ; le nom des ultimes adversaires se trouve à droite.

### En double mixte
| Année | Open d'Australie                                                                  | Open d'Australie                                                                  | Internationaux de France                                                             | Internationaux de France                                                            | Wimbledon                                                                       | Wimbledon | US Open                                                                         | US Open               |
| ----- | --------------------------------------------------------------------------------- | --------------------------------------------------------------------------------- | ------------------------------------------------------------------------------------ | ----------------------------------------------------------------------------------- | ------------------------------------------------------------------------------- | --------- | ------------------------------------------------------------------------------- | --------------------- |
| 2022  | —                                                                                 | —                                                                                 | —                                                                                    | —                                                                                   | —                                                                               | —         | 1er tour (1/16) A. Guarachi \|\| style="text-align:left;" \| B. Pera J. Withrow |                       |
| 2023  | —                                                                                 | —                                                                                 | —                                                                                    | —                                                                                   | —                                                                               | —         | Victoire A. Danilina                                                            | J. Pegula A. Krajicek |
| 2024  | 1er tour (1/16) U. Eikeri \|\| style="text-align:left;" \| E. Perez J.-J. Rojer   | —                                                                                 | —                                                                                    | 1er tour (1/16) G. Dabrowski \|\| style="text-align:left;" \| E. Routliffe M. Venus | 1/4 de finale A. Danilina \|\| style="text-align:left;" \| T. Townsend D. Young |           |                                                                                 |                       |
| 2025  | 2e tour (1/8) A. Danilina \|\| style="text-align:left;" \| A. Muhammad A. Molteni | 2e tour (1/16) A. Danilina \|\| style="text-align:left;" \| O. Nicholls H. Patten | 1er tour (1/16) A. Danilina \|\| style="text-align:left;" \| K. Siniaková S. Verbeek |                                                                                     |                                                                                 |           |                                                                                 |                       |

N.B. : le nom de la partenaire se trouve sous le résultat ; le nom des ultimes adversaires se trouve à droite.

## Parcours dans lesMasters 1000

### En simple
N'a jamais participé à un tableau final.

## Participation auMasters

### En double
| Année | Ville | Surface    | Partenaire      | Résultats | Résultat final |
| ----- | ----- | ---------- | --------------- | --------- | -------------- |
| 2022  | Turin | Dur (int.) | Lloyd Glasspool | 2v, 2d    | Demi-finale    |
| 2024  | Turin | Dur (int.) | Henry Patten    | 3v, 1d    | Demi-finale    |

## Classements ATP en fin de saison
| Année          | 2004 | 2005 | 2006 | 2007 | 2008 | 2009 | 2010 | 2011 | 2012 | 2013 | 2014 | 2015 | 2016 | 2017 | 2018 | 2019 | 2020 | 2021 | 2022 | 2023 | 2024 |
| Rang en simple | 1447 | 1523 | 1422 | –    | –    | 669  | 344  | 195  | 562  | –    | 1388 | 863  | –    | 703  | 344  | 607  | 632  | 1012 | 1152 | –    | –    |
| Rang en double | 1752 | –    | 1660 | 701  | 573  | 647  | 229  | 149  | 234  | 1575 | –    | 776  | –    | 668  | 163  | 144  | 113  | 65   | 11   | 29   | 16   |

Source : (en) Classements de Harri Heliövaara sur le site officiel de la Fédération internationale de tennis